# Iconometra
Iconometra is een geslacht van haarsterren uit de familie Colobometridae.

## Soorten
- Iconometra anisa (H.L. Clark, 1915)
- Iconometra bellona (A.H. Clark, 1920)
- Iconometra intermedia (A.H. Clark, 1912)
- Iconometra japonica (Hartlaub, 1890)
- Iconometra marginata (A.H. Clark, 1912)
- Iconometra speciosa A.H. Clark, 1929